# Regnière-Écluse
Regnière-Écluse é uma comuna francesa na região administrativa de Altos da França, no departamento de Somme. Estende-se por uma área de 9,54 km². Em 2010 a comuna tinha 128 habitantes (densidade: 13,4 hab./km²).